# San Bernardino (Perugia)

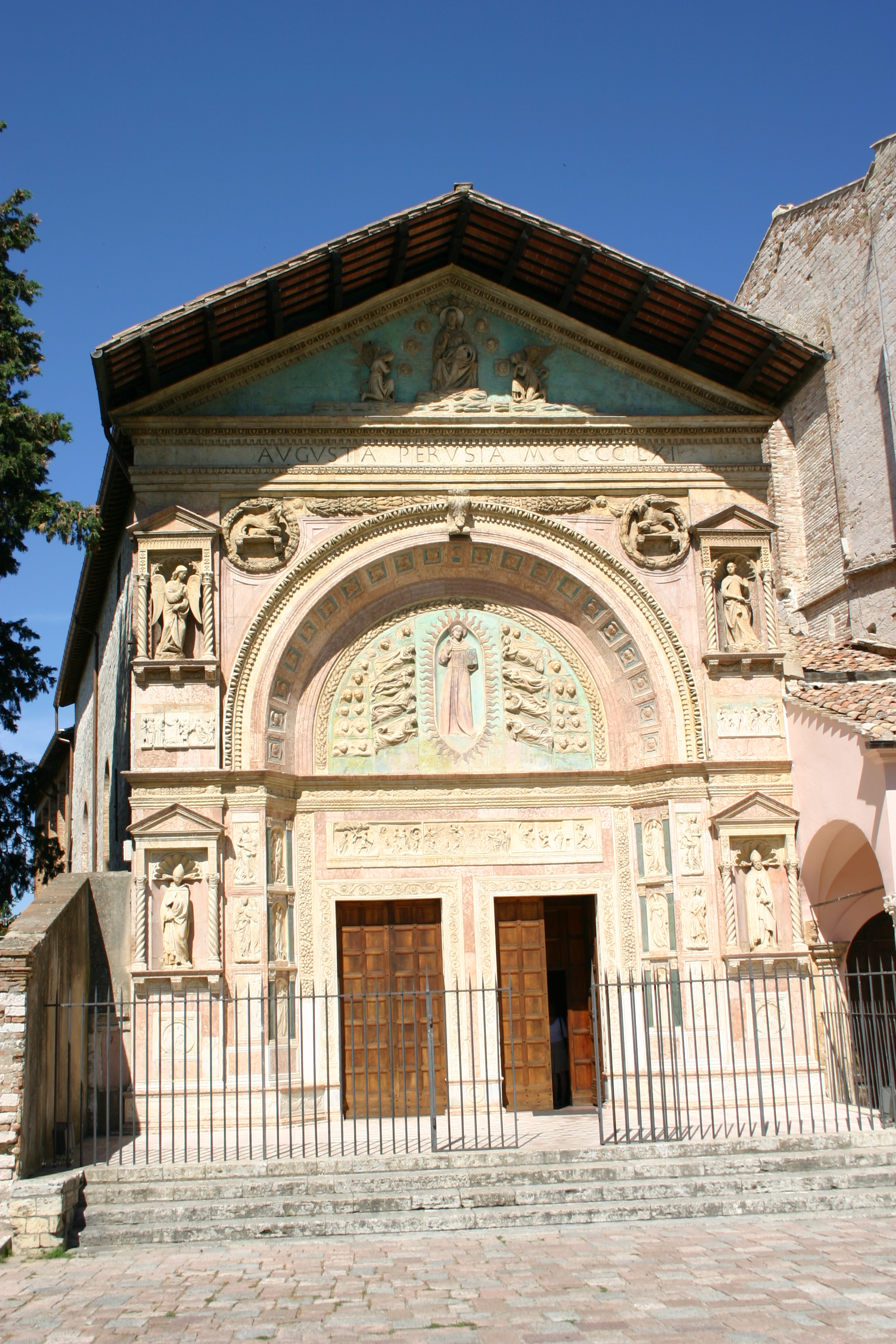
Fassade des Oratorio San Bernardino in Perugia

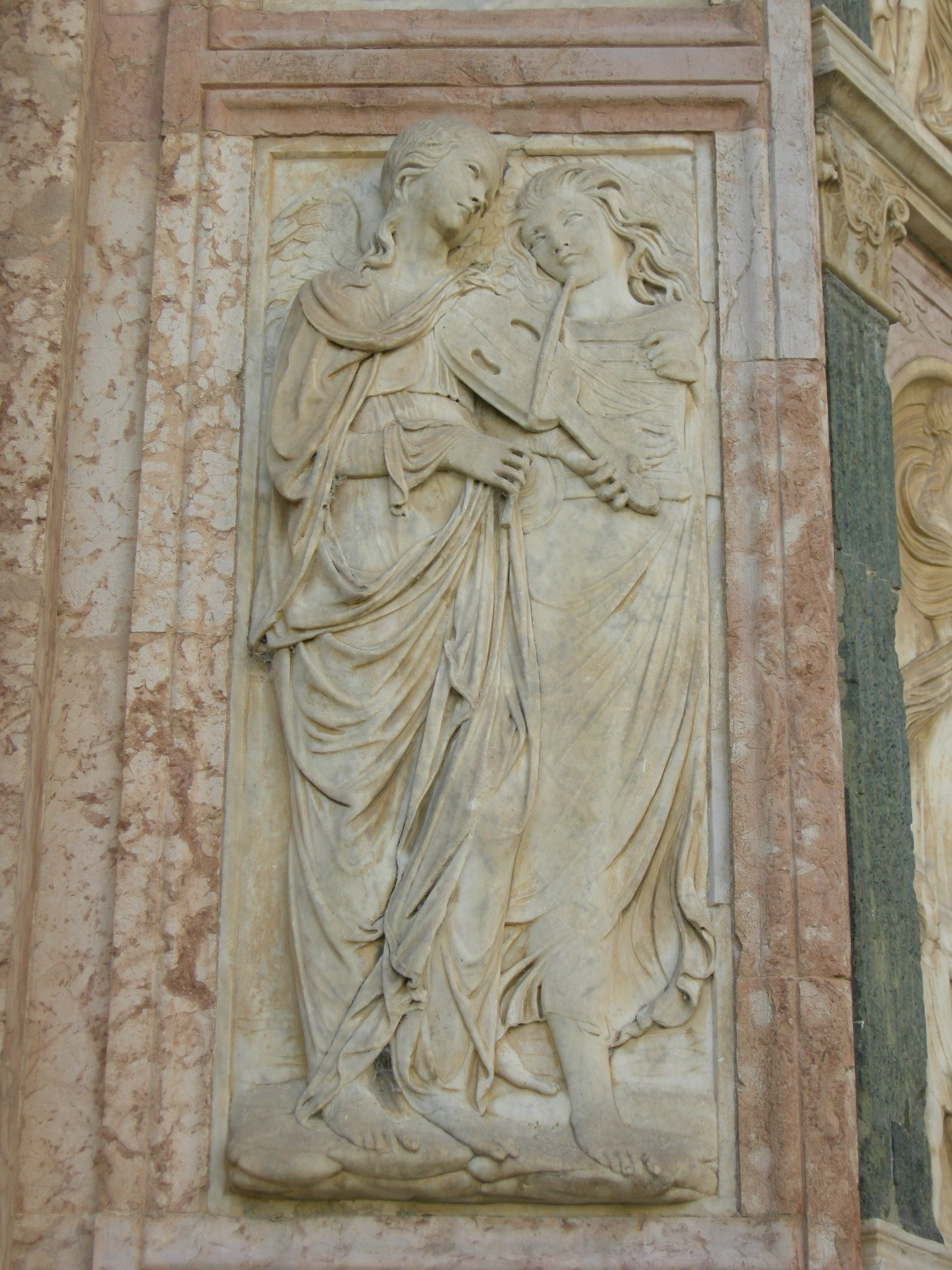
Agostino di Duccio: Musizierende Engel

Das Oratorium San Bernardino ist eine von den Franziskanern 1451–1461 errichtete Kapelle im Westen der mittelalterlichen Altstadt von Perugia. 
1450 war der Franziskanerprediger Bernhardin von Siena heiliggesprochen worden und schon im Jahr darauf begannen die Brüder in Perugia damit, dem populären Ordensbruder zu Ehren in der Nähe ihres Konvents ein Oratorium zu errichten. 
Seinen besonderen kunsthistorischen Rang erhält der kleine Bau durch die von Agostino di Duccio ab 1457 gestaltete Fassadenarchitektur mit ihren heiteren, höchst dekorativen Reliefs. Die tempelartige Aufrissgestalt der Marmorfassade zeigt deutlich, wie beeindruckt Agostino vom Tempio Malatestiano des berühmten Leon Battista Alberti war, dem er dort selbst noch kurz zuvor in Rimini zugearbeitet hatte.
Eine Fülle von Reliefs in feinster Modellierung überzieht die ganze Front. Im Giebeldreieck thront Christus zwischen Engeln. Die Inschrift darunter, AUGUSTA PERUSIA MCCCCLXI, nennt das Schlussdatum 1461 und bezieht sich auf eine ähnliche Inschrift am römischen Tor (Arco di Augusto) im Norden der Stadt. Das große Bogenfeld zeigt den zum Himmel auffahrenden Bernhardin. Auf weiteren Relieffeldern sind eine Verkündigung, die Lokalheiligen Ercolano und Constanzo, Engelgruppen sowie fünf Szenen aus dem Leben des Hauptheiligen dargestellt. Auch die Ornamentfelder sind von feinster Qualität.
Das Innere des Oratoriums ist in traditioneller gotischer Weise gewölbt. Ein frühchristlicher Sarkophag des 4. Jahrhunderts, in dem der selige Ägidius von Assisi, ein Gefährte des Hl. Franziskus, beigesetzt wurde, dient als Altar.